# Давид (архиепископ Новгородский)
Архиепископ Давид (ум. 5 февраля 1325, Новгород) — епископ Русской православной церкви, архиепископ Новгородский.

## Биография
До избрания новгородцами на архиерейскую кафедру он находился в числе крестовых иеромонахов Новгорода и был духовником своего предшественника архиепископа Новгородского и Псковского Феоктиста.

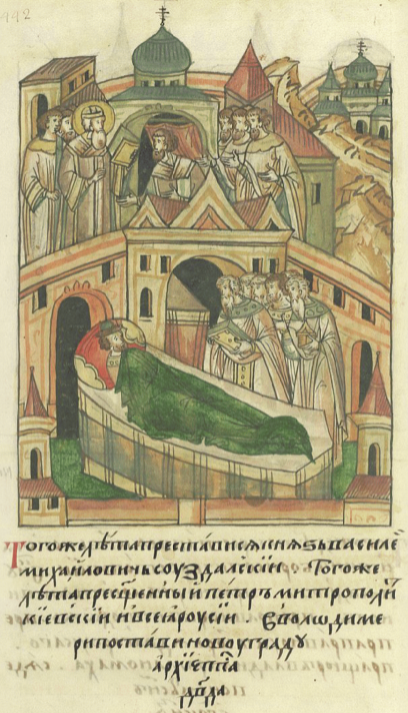
Смерть Василия Михайловича Суздальского (передний план), Митрополит Пётр посвящает Давида в архиепископы новгородские

Был избран на кафедру зимой 1308/1309 года, после того как архиепископ Феоктист удалился в Благовещенский монастырь «своего деля нездоровия». Очевидно, избрание Давида произошло путём жеребьевки на престоле собора Святой Софии.
5 июня 1309 года во Владимире он был хиротонисан митрополитом Киевским и всея Руси Петром во епископа с возведением в сан архиепископа Новгородского. В Новгород он вернулся 20 июля.

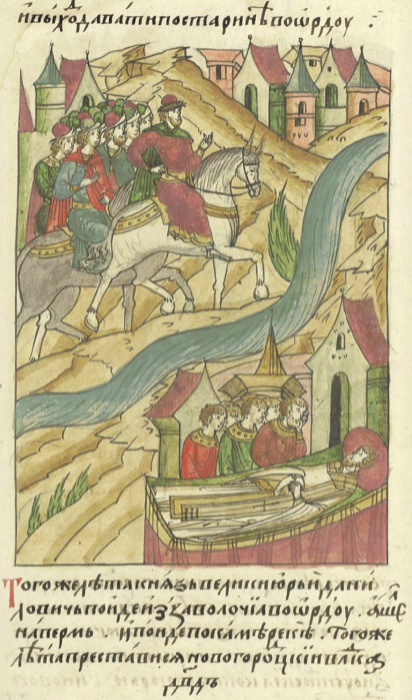
Юрий III идёт в Орду, смерть архиепископа новгородского Давида

При архиепископе Давиде Новгород был опустошён страшным пожаром. Основная деятельность архипастыря была направлена на восстановление и благоустройство храмов и монастырей. Церковное строительство, шедшее в Новгороде при архиепископе Давиде, преимущественно отражает его связи с боярством Неревского конца, где архиепископ имел своё подворье. В 1310/1311 годах по заказу архиепископа Давида была возведена каменная церковь во имя равноапостольного князя Владимира Святославича на воротах «от Неревьского конца», который незадолго до этого сильно пострадал от пожара и грабежей. В 1311/1312 годах архиепископ заложил каменную церковь во имя святителя Николая «на своемь дворищи» в Неревском конце, храм был освящён в следующем году, при нём архиепископ учредил Белый во имя святителя Николая Чудотворца монастырь. Никольский Белый (Неревский) монастырь, находившийся в юрисдикции Неревского конца, стал одним из крупнейших в Новгороде. В 1323/1324 году. Архиепископ Давид освятил «Христову камену церковь» на Торговой стороне (на месте сгоревшей в 1311 году деревянной церкви).
Архиепископ Давид, как и его предшественники, выполнял важные дипломатические функции, его деятельность свидетельствует об увеличении влияния архиепископа на решение Новгородом внешнеполитических вопросов. Время управления им кафедрой совпало с началом противостояния Москвы и Твери по вопросу об обладании ярлыком на Владимирское великое княжество.
Архиепископ Давид от своих современников заслужил славу миротворца за то, что в 1312, 1315 и 1317 годах примирял новгородцев с великим князем Владимирским Михаилом Ярославичем.
Скончался 5 февраля 1325 года. Погребен в Корсунской паперти Софийского собора (западном притворе), рядом с архиепископом Климентом.